# Бутовський полігон
Бу́товський поліго́н — історична назва урочища, відомого як одне з місць масових страт та поховань жертв сталінських репресій й пізніше, приблизно за період 1930–1953 роки, поблизу селища Дрожжине Ленінського району Московської області.
Серед похованих — значна кількість репресованих осіб духовенства як Російської Церкви (православних різної юрисдикційної приналежності), так й інших конфесій. На Бутовському полігоні були розстріляні й поховані також багато партійних діячів (в тому числі й організатори репресій), представники панівних класів дореволюційної Росії (аристократи, колишні міністри, військові), а також жертви низки репресивних кампаній за соціальною та національною ознакою, проведених у 1937–1938 роках.
Неподалік знаходяться два інших колишніх спецоб'єкти: «Коммунарка» (дача Генріха Ягоди, місця масових страт), та Суханівська політична в'язниця (на території монастиря Катерининська чоловіча пустинь).

## Поховання
З результатів документальних досліджень, здійснених Постійною міжвідомчою комісією уряду Москви з відновлення прав жертв політичних репресій, з'ясовано обставини страт на Бутовському полігоні за період з серпня 1937 року до 19 жовтня 1938 року. Разом за вказаний період було здійснено 20 765 розстрілів, за іменами встановлено 20 тисяч чоловік. На 2003 рік не реабілітованими залишаються 5595 чоловік (27%).
Про поховання у період німецько-радянської війни не встановлено документальні відомості.
Поховання здійснювались без повідомлення родичів й без церковної чи цивільної панахиди. Родичі розстріляних почали отримувати свідоцтва із зазначенням точної дати й причини смерті лише з 1989 р.

## Історія
На місці Бутовського полігону наприкінці XIX-го століття знаходився маєток Космодемьянське-Дрожжине. Вперше село Дрожжине згадується 1568 року. Першим власником села був Федір Михайлович Дрожжин, голова земського боярства. У 1889 році хазяїном маєтку Соловйовим було засновано кінний завод, поблизу лісу влаштовано іподром із глядацькими трибунами.
Власник Бутовського маєтку Зімін невдовзі після Жовтневої революції, не очікуючи конфіскації, все віддав державі та виїхав з родиною за кордон. Кінний завод постачав коней Червоній Армії.
У 1920-ті роки в Бутовому було створено сільськогосподарську колонію ОДПУ. У 1935 році територія близько 2 км². була обнесена глухим парканом, було обладнано стрілецький полігон НКВС й територію взято під цілодобову збройну охорону. Неподалік у районі радгоспу «Коммунарка» знаходився інший спецоб'єкт — колишня дача Ягоди.
Наприкінці 1936 — початку 1937 року в ході політичних репресій було винесено та приведено до виконання величезну кількість смертних вироків. Цвинтарі Москви не могли впоратись з таким потоком поховань. Тоді НКВС було виділено два нових спецоб'єкти — Бутове й Коммунарка. Припускається, що в Коммунарці розстріляно від 10 до 14 тисяч чоловік, а в Бутовому близько 21 тисячі. На Коммунарку потрапляли працівники НКВС, представники партійного керівництва, військові високих рангів, можливо, й люди інших категорій; у Бутовому розстрілювались всі решта. «Рекорд» — 28 лютого 1938 року — 562 розстріли.
Бутовський полігон перебував під охороною військ держбезпеки аж до 1995 року. Потім його передали РПЦ й відкрили для відвідування у суботи та неділі. На одній з братських могил встановили поклонний хрест пам'яті св. Новомучеників та Сповідників Російських (саме в Бутові розстріляно та поховано велику кількість священнослужителів РПЦ).

## Обставини проведення розстрілів. Статистичні дані
Смертні вироки були винесені без судового розгляду, за санкцією органів НКВС — комісій НКВС СРСР, т. з. «трійок» при УНКВС СРСР. Також вироки виносились Прокуратурою СРСР, спеціальною колегією Мособлсуду.

### Відомі люди, розстріляні на Бутовському полігоні
- Володимир Амбарцумов — священнослужитель РПЦ, винахідник;
- Сергій Ауслендер — письменник Срібного століття;
- Володимир Джунковський — московський градоначальник;
- Олександр Древін — художник;
- Вільгельм Кноріньш — радянський державний діяч, діяч Комінтерну;
- Микола Криленко — народний комісар юстиції СРСР;
- Бела Кун — угорський політичний діяч, революціонер, діяч Комінтерну;
- Марія Лейко — актриса;
- Вільгельм Лобковіц — офіцер УГА, Радянської армії;
- Володимир Проферансов — священик РПЦ, протоієрей. Долучений до числа священомучеників РПЦ 2000 року;
- Серафим (Чичагов) — єпископ РПЦ, митрополит Санкт-Петербурзький;
- Іван Тихомиров — священнослужитель;
- Карім Хакімов — дипломат, перший повноважний представник СРСР у Королівстві Саудівська Аравія;
- Дмитро Шаховськой — міністр Тимчасового уряду;
- Федір Ейхманс — співробітник НКВС, начальник ГУЛАГу;
- Василь Ягодін — протоієрей РПЦ, долучений до числа священомучеників 2000 року;
- Густав Клуцис — художник-авангардист;
- Цьокан Ілля Іларіонович — український військовик, учасник українського національно-визвольного руху.

## Меморіальний комплекс на території
З 11 грудня 1997 року в будинку адміністрації селища Дрожжине, поряд із входом на полігон, почали відправлятись заупокійні служби кліриками Московського Патріархату.
Поряд, через дорогу, до 2007 року було зведено та освячено православний Храм новомучеників та сповідників Російських у Бутовому.
На території Бутовського полігону розміщено стенди з поіменним переліком 935 розстріляних служителів та інших членів РПЦ.
Комплекс відкрито для відвідування у суботи та неділі. Замовлення екскурсій здійснюється додатково, за попередньою домовленістю з екскурсоводом.

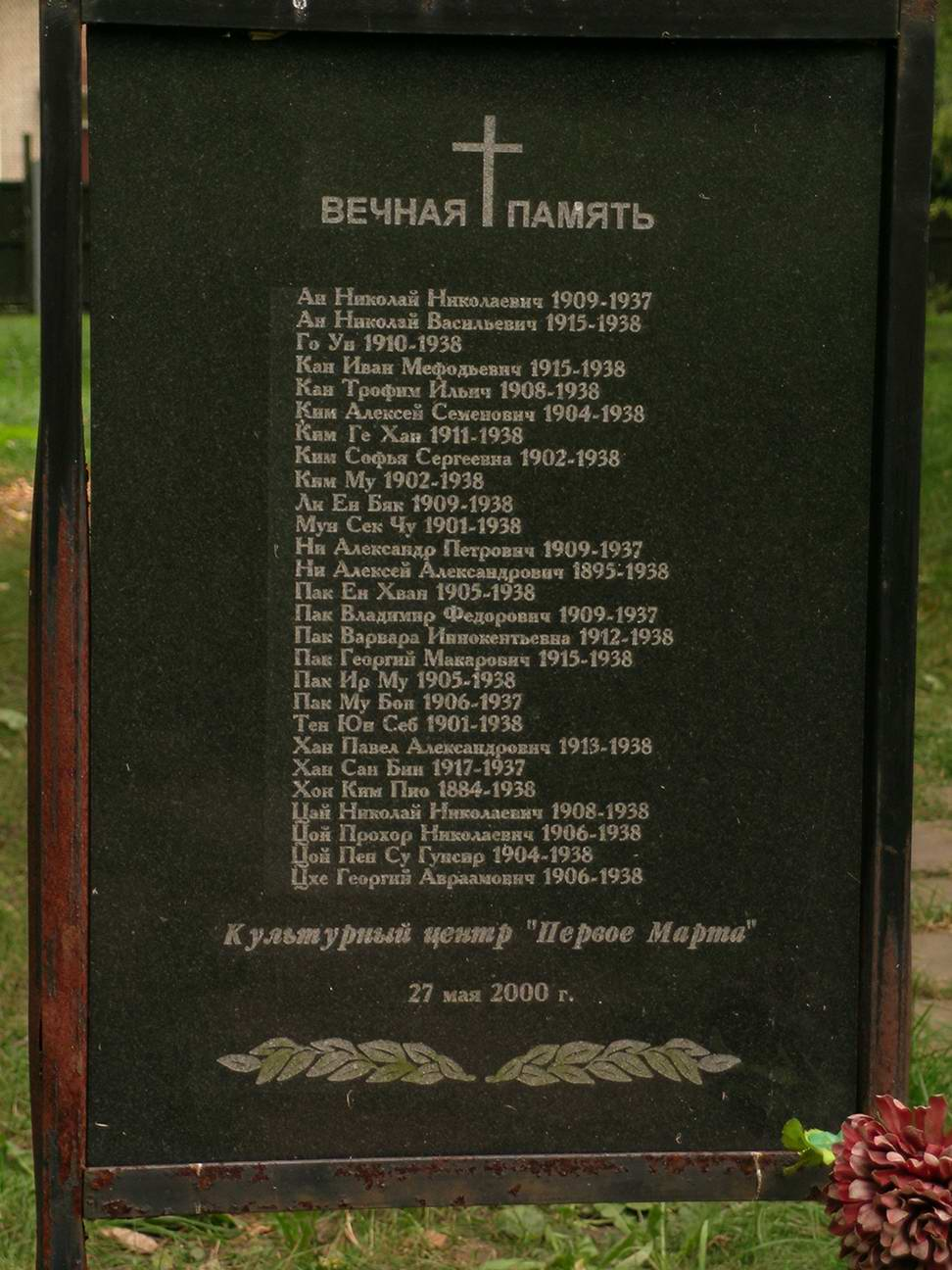
Вічна пам’ять. Культурний центр «Перше березня», 27 травня 2000 р.
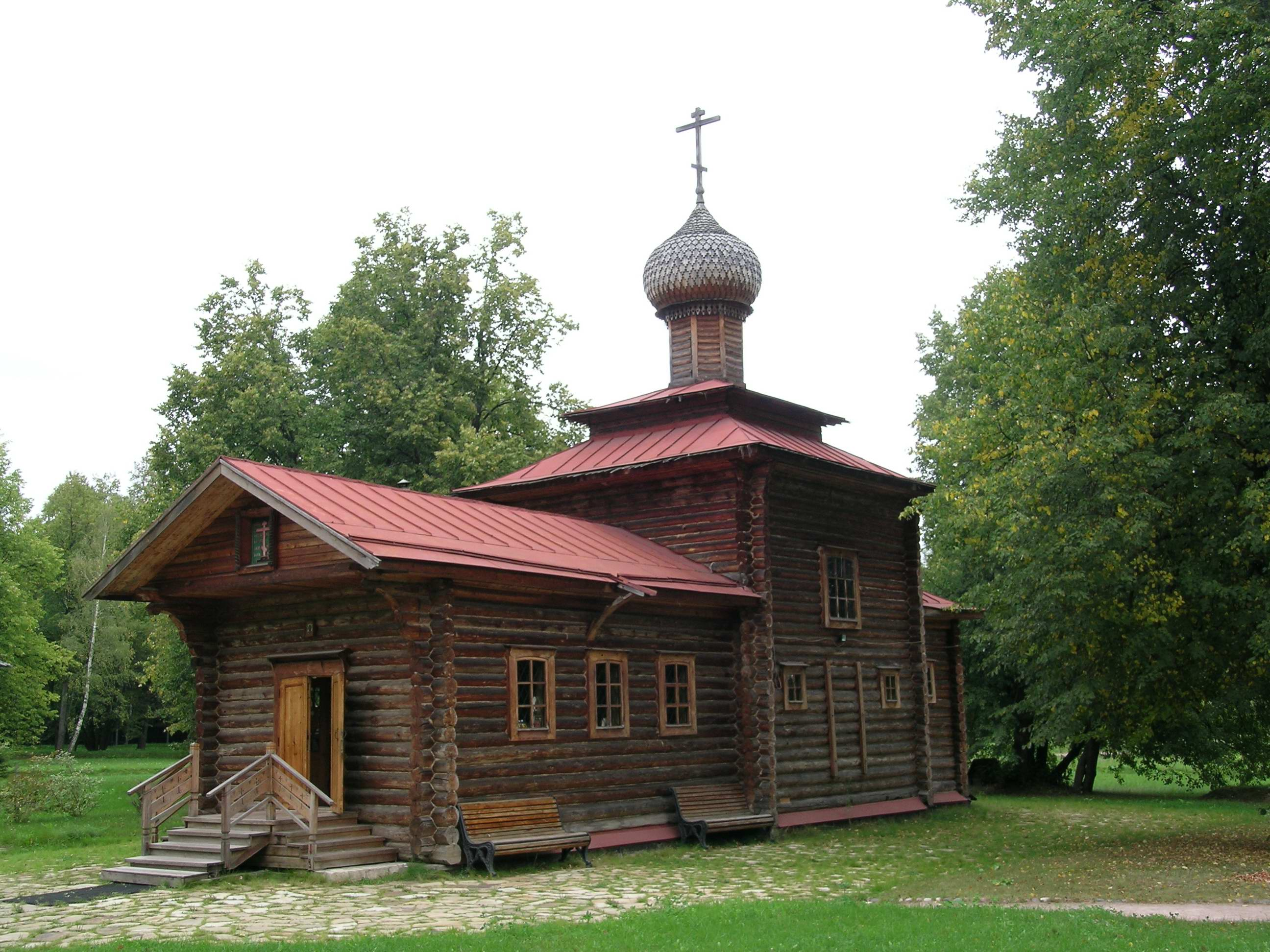
Храм на території Бутовського полігону

## Проїзд
Проїзд на Бутовський полігон від залізничної станції Бутово з Курського вокзалу, далі пішки через Варшавське шосе, або автобусом 18 від станції метро Бульвар Дмитра Донського.